# Itamonte
Itamonte é um município brasileiro do estado de Minas Gerais, na microrregião de São Lourenço.

## História
Em meados do século XVI, o donatário Martim Afonso de Sousa, da Capitania de São Vicente, ordenou que seus homens explorassem o interior do país. Em 1531, depois de percorrer 115 léguas, atravessando florestas virgens e transpondo a Serra do Mar e a Serra da Mantiqueira, a primeira expedição chegou a São José do Itamonte. O grupo tomou a garganta da Lapa, vertente leste da Mantiqueira, na região hoje localizada entre os estados do Rio de Janeiro e São Paulo, passou pelo Alto do Registro, acompanhou o curso do Rio Capivari até a confluência com o Rio Verde. Deparou, no caminho, com um monte, um pico, o Picu, que desde então é ponto de orientação para quem chega à região. O povoado passou a ser chamado de São José do Picu, até a sua emancipação na década de 1930, quando passou a se chamar Itamonte, que significa Pedra sobre Monte ou Montanha de Pedra.[carece de fontes?]

### Origem
Não se sabe ao certo o início de Itamonte, mas o provável é que sua origem tenha se dado nos meados do século XVII, época das entradas das bandeiras ao planalto das Minas Gerais.
Martim Afonso de Sousa, donatário da capitania de São Vicente, ordenou as explorações pelo interior do país em 1531. Alguns de seus homens atravessaram as florestas virgens e transpuseram as Serras do Mar e Mantiqueira. Atravessaram o Leste da Mantiqueira nos estados do Rio e São Paulo chegando no Alto do Registro e seguiram acompanhando o curso do rio Capivari por seu vale até a confluência com rio Verde.
Com a descoberta das minas intensificou o êxodo de paulistas para as regiões do ouro e a entrada pelo rio Capivari ou Picu tornou-se estrada. Em suas margens, no decorrer do tempo, alguns pousos se transformaram em povoados e cidades.
A um desses pousos deu-se o nome de Pouso do Pico, localizado na base da serra, ganhou esse nome por causa de um rochedo no alto do dorso da montanha que se destacava. O altíssimo pico era visto de longe e servia de ponto de orientação aos Bandeirantes do tempo colonial. Com o passar do tempo e o linguajar do povo transformou a pronúncia de Pico para Picu.
No local, desenvolveu-se agricultura e criação e, mesmo após o declínio das minas, o caminho não perdeu a sua importância tornando-se ainda mais intensa. O Pouso do Picu ganhou aspecto de povoado com a construção de uma capela com a invocação de São José. Com isso, o nome passou a ser São José do Picu, sendo que hoje o nome oficial é Itamonte que significa pedra do monte ou montanha de pedra.
O povoado pertenceu a Baependi passando depois para o Município de Pouso Alto ao qual pertenceu até o ano de 1923.
Com a criação da Paróquia de Sant'Ana do Capivari, São José do Itamonte, pela lei n.° 38 de 3 de Abril de 1839 passou dela fazer parte, sendo que sucessivamente pertenceu às diocese de Mariana e Pouso Alegre e finalmente Campanha.
Em 1870, a 14 de Setembro pela lei provincial n.° 2.079, com a transferência da sede de Capivari para a povoação de São José do Picu foi elevada à paróquia.

## Geografia
Sua população estimada em 2012 era de 14.276 habitantes. A área é de 431,7 km² e a densidade demográfica, de 33,07 hab/km².
Localizado na divisa com o estado do Rio de Janeiro, Itamonte tem como municípios limítrofes Baependi ao norte, Alagoa a nordeste, Bocaina de Minas a leste, Resende (RJ) ao sul, Itanhandu a oeste e Pouso Alto a noroeste.
Conforme a classificação geográfica mais moderna (2017) do IBGE, Itamonte é um município da Região Geográfica Imediata de São Lourenço, na Região Geográfica Intermediária de Pouso Alegre.

### Clima

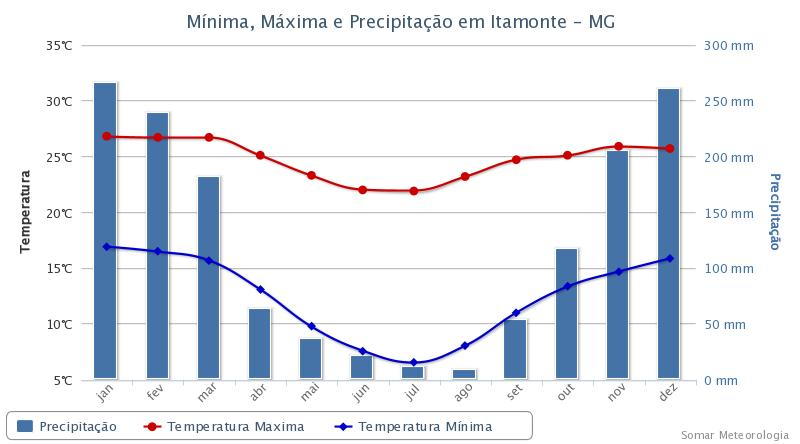
ITAMONTE CLIMATE

Itamonte apresenta um clima temperado oceânico  (Cfb de acordo com a classificação climática de Köppen-Geiger) O município possui inverno frio (registrando temperaturas mínimas normalmente entre 0 °C e 10 °C na zona urbana e ocorrências de geadas) com estiagem no mesmo período; verão ameno e com pluviosidade superior aos níveis de inverno, portanto caracterizando a época mais chuvosa.

## Turismo

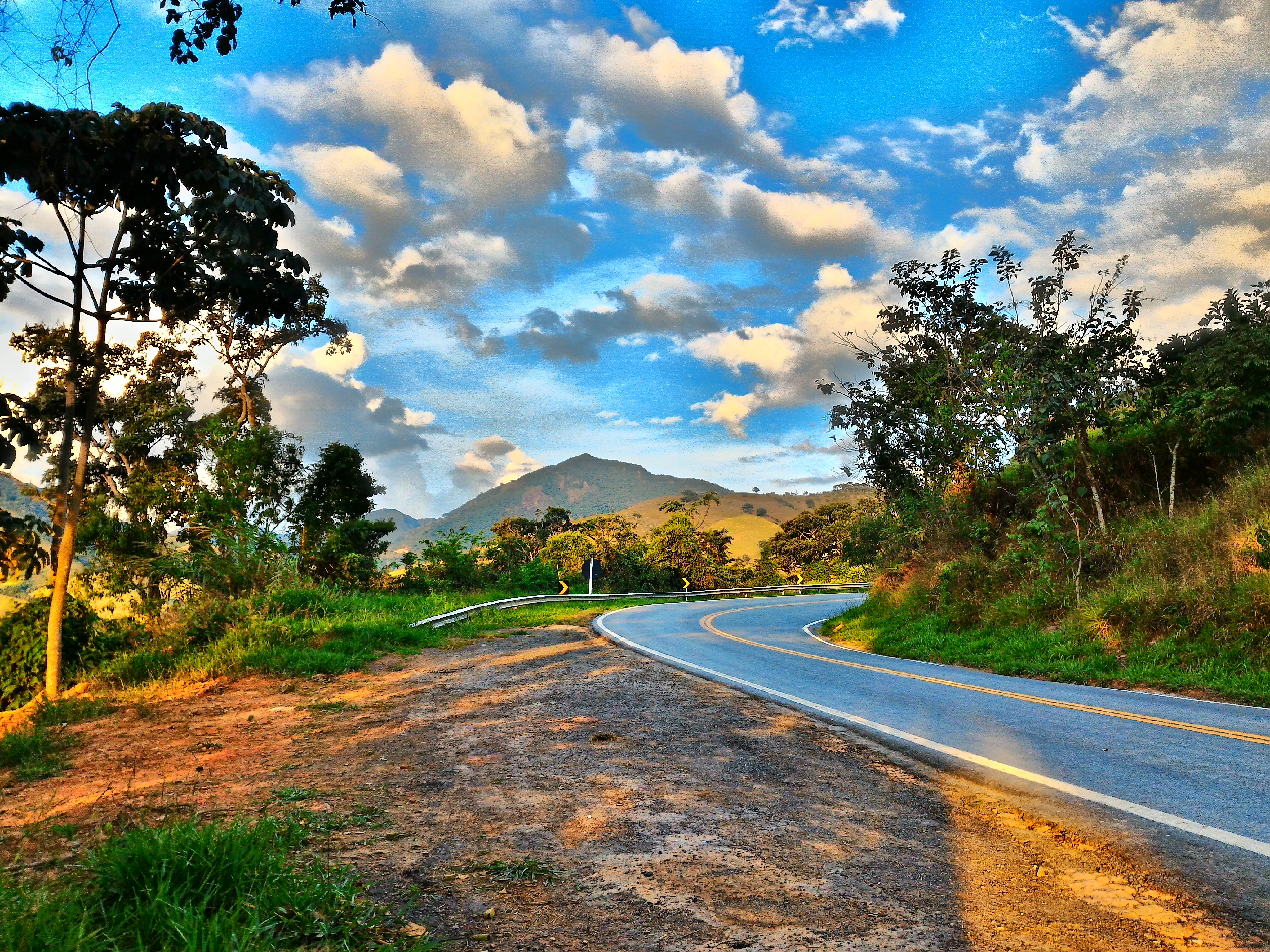
Pôr-do-Sol na BR-354

O município de Itamonte é cortado pela Serra da Mantiqueira, onde se encontram alguns dos pontos mais altos da região, destacando-se a Pedra do Sino de Itatiaia com 2.670 metros, localizada no Parque Nacional de Itatiaia, e a Pedra do Picu com 2.151 metros, além de várias cachoeiras, dentre elas, as cachoeiras da Fragária, do Escorrega, da Conquista e da Usina dos Braga.

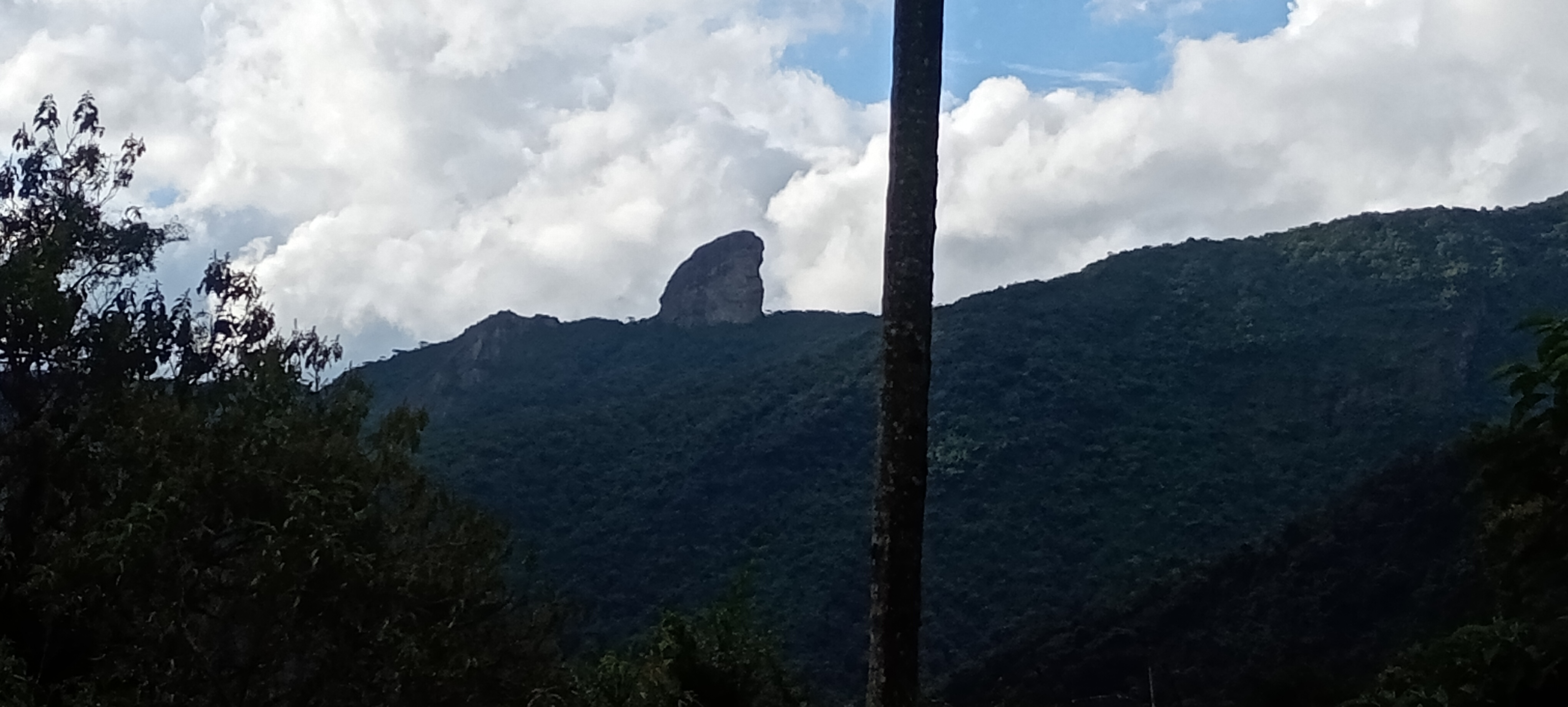
Vista da Pedra do Picu em Itamonte, vista do Sítio dos Fonseca, no bairro Engenho da Serra.

## Educação

### Ensino Superior

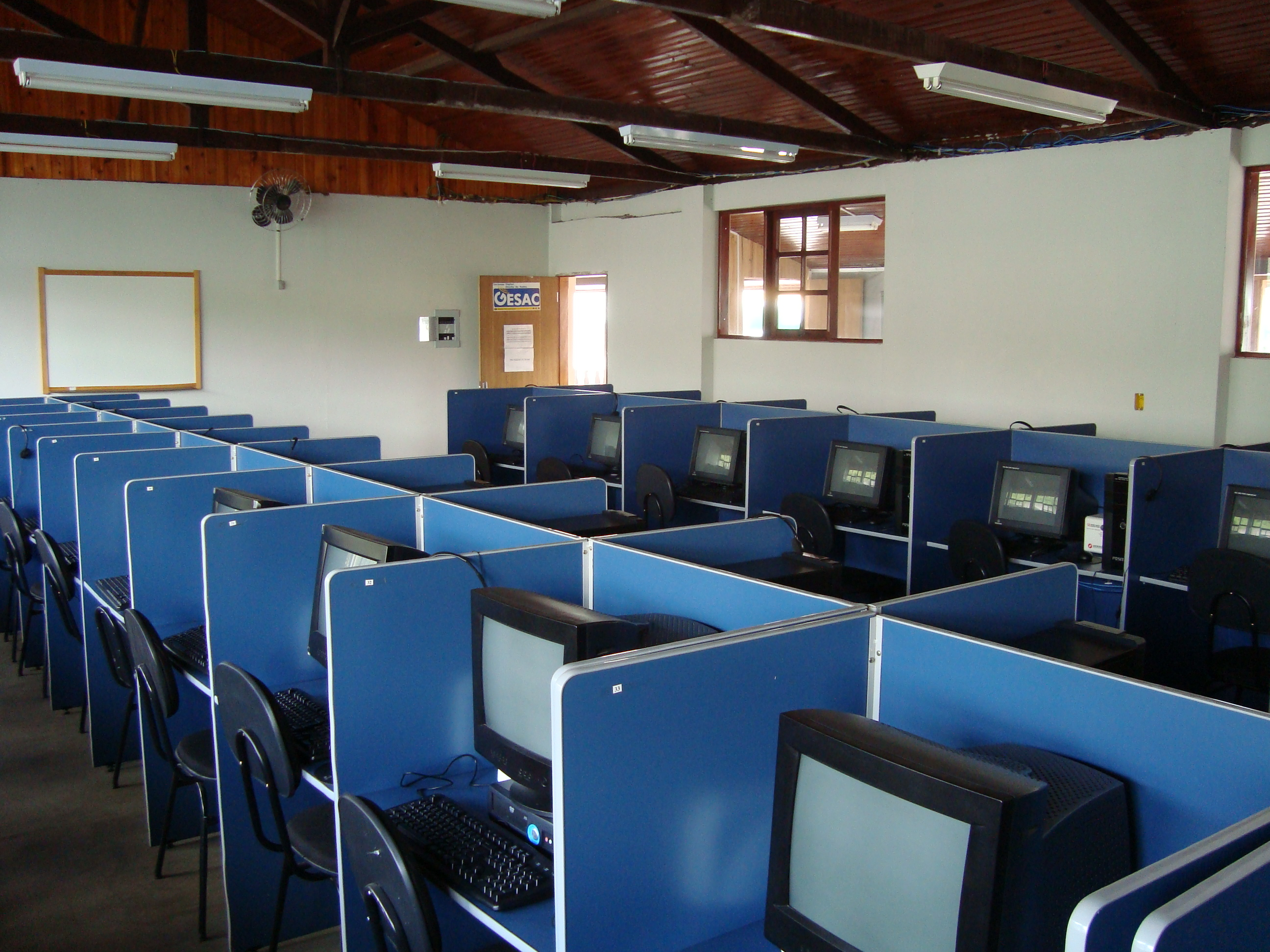
Laboratório de Informática do Polo de Apoio Presencial da Universidade Aberta do Brasil em Itamonte

No município de Itamonte está sediado um polo de apoio presencial da Universidade Aberta do Brasil, onde são oferecidos cursos de graduação e pós-graduação na modalidade a distância pela  Universidade Federal de Itajubá e pela Universidade Federal de São João del Rei.

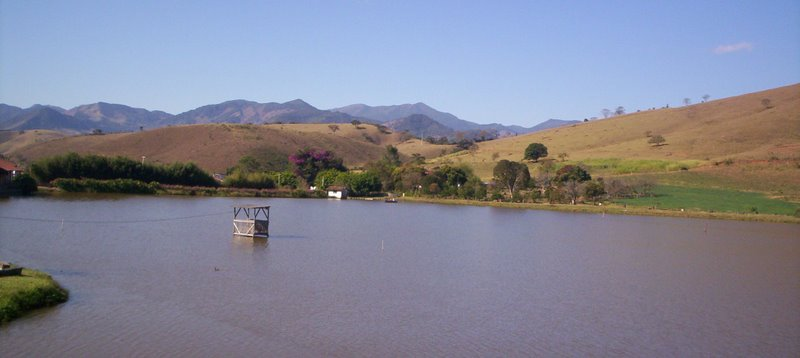
Lago principal do Pesqueiro do Jason, no bairro Boa Vista